# GlassFish
GlassFish是昇陽電腦公司（Sun Microsystems）所研發的開放源碼應用伺服器，GlassFish以Java編寫以增加跨平台性。
GlassFish的原始碼是源自昇陽電腦公司和甲骨文公司的TopLink軟件，以昇陽的CDDL或GNU通用公共許可證散佈。

## 外部連結
- GlassFish開放原始碼計劃主頁 （页面存档备份，存于）
- 中國GlassFish用戶
- 中文GlassFish博客